# Sozialistischer Deutscher Studentenbund
Socialistický německý studentský svaz (Sozialistischer Deutscher Studentenbund, zkratka SDS) patřil k nejpřednějším a nejznámějším levicovým organizacím Spolkové republiky Německo, zejména koncem šedesátých let 20. století. Organizace, která vznikla původně v podhoubí sociálnědemokratické SPD, se stal hlavním orgánem mimoparlamentní opozice APO, Nové levice a protestu proti neflexibilním strukturám poválečného Německa; je neodtržitelná od dějin studentského hnutí v Německu. Známé se stalo i heslo SDS pozdních šedesátých let – „Alle reden vom Wetter. Wir nicht.“, v překladu: „Všichni se baví o počasí. My ne.“

## Dějiny SDS
Studentský svaz SDS byl založen 2. září 1946 v Hannoveru sice jako nezávislá studentská organizace, avšak její blízkost k SPD byla zřejmá od samotného počátku a byla zdůrazněna i vyloučením bývalých komunistů z řad SDS na nátlak SPD (jmenováni bývají Helmut Schmidt a Kurt Schumacher). Od konce 50. let však rozpory mezi SDS a SPD vzrůstají, zejména v otázce znovuvyzbrojení Německa, protiatomového hnutí a v diskusích o novém programu SPD, tzv. Godesberském programu.
V šedesátých letech se SDS od SPD odtrhl a byl stále více považován za ústředí vznikající Nové levice; roku 1965 přistupují organizaci tehdy známí aktivisté jako Rudi Dutschke, Bernd Rabehl a Dieter Kunzelmann. SDS se během debat o socialistickém internacionalismu poznenáhlu mění v antiautoritářskou, nedogmatickou levicovou skupinu s částečně anarchistickými a libertárními[zdroj?] rysy, která se na rozdíl od mnoha jiných vyznačuje stále konkrétnější kritikou na tzv. reálně existujícím socialismu – tehdejší německý překlad pro státy východní Evropy; SDS byl jednou z mála západoevropských levicových skupin, které se sympatizovaly s pražským jarem.
SDS se stává jádrem tehdejší mimoparlamentní opozice APO, kolem roku 1968 čítá 2500 aktivních členů. Současně však probíhala silná diferenciace názorů, která během krátké doby vedla ke vzniku několika tuctů sektářských organizací mnoha zabarvení a k posloupnému rozpadu SDS. 21. března 1970 byl SDS formálně rozpuštěn.

## Známé osobnosti
K známým osobnostem, členům SDS, patří mimo jiné:
Günter Amendt, Claus Arndt, Matthias Beltz, Klaus von Beyme, Wolfgang Büsch, Frank Dahrendorf, Ralf Dahrendorf, Frank Deppe, Rudi Dutschke, Horst Ehmke, Peter Gäng, Hannes Heer, Heinz-Joachim Heydorn, Jürgen Horlemann, Gerd Koenen, Hans-Jürgen Krahl, Wolfgang Lefèvre, Ulrich Lohmar, Horst Mahler, Ulrike Meinhofová, Volkhard Mosler, John van Nes Ziegler, Reinhold Oberlercher, Peter von Oertzen, Bernd Rabehl, Jan-Carl Raspe, Reimut Reiche, Karl Heinz Roth, Helke Sander, Helmut Schauer, Helmut Schmidt, Joscha Schmierer, Peter Schulz, Peter Schütt, Lorenz Schwegler, Jürgen Seifert, Christian Semler, Karin Strucková, Fritz Teufel, Karl Wittrock, Frank Wolff , Karl Dietrich Wolff, Wolfgang Zeidler